# 凯鲁·法米
凯鲁·法米 （1989年1月7日—），是一名马来西亚的足球运动员，场上司职门将。目前效力马来西亚足球超级联赛俱乐部沙巴，同时也代表马来西亚国家足球队出征国际赛。

## 荣誉

### 俱乐部
吉兰丹
- 马来西亚杯
  - 冠军：2010、2012
- 马来西亚慈善盾
  - 冠军：2011
- 马来西亚超级足球联赛
  - 冠军：2011、2012
- 马来西亚足总杯
  - 冠军：2012、2015
  - 亚军：2013

### 国家队
马来西亚
- 东南亚足球锦标赛
  - 冠军：2010
  - 亚军：2014、2018

马来西亚U–23
- 东南亚运动会
  - 金牌：2011

### 个人荣誉
- 马来西亚足总最佳青年球员：2010
- 马来西亚足总年度最佳门将：2010、2011、2012、2013、2016